# Bộ Vẹt
Vẹt còn được gọi là chim két hay chim kơ tia là các loài chim gồm khoảng 393 loài trong 92 chi của Bộ Vẹt Psittaciformes, được tìm thấy chủ yếu ở các vùng nhiệt đới và cận nhiệt đới. Bộ này được chia thành ba siêu họ: Psittacoidea (vẹt "thực sự"), Cacatuoidea (vẹt mào) và Strigopoidea (vẹt New Zealand). Một phần ba các loài vẹt đang bị đe dọa bởi sự tuyệt chủng, với nguy cơ tuyệt chủng tổng hợp cao hơn (Sách đỏ IUCN) so với bất kỳ nhóm chim nào khác. Vẹt thường phân bố ở các địa hình nhiệt đới với một số loài sống ở vùng ôn đới ở Nam Bán cầu. Những nơi mà chúng đa dạng nhất là ở Nam Mỹ và Australasia.
Các điểm đặc trưng của vẹt bao gồm mỏ khỏe để đập vỡ vỏ hạt,cũng như rất cong, tư thế thẳng đứng, chân khỏe và chân có móng. Nhiều loài vẹt có màu sắc sặc sỡ, và một số con có nhiều màu. Đa số các loài vẹt biểu hiện ít hoặc không có dị hình giới tính trong phổ thị giác. Chúng tạo thành một bộ chim có kích thước thay đổi nhất về chiều dài. Các thành phần quan trọng nhất trong chế độ ăn của phần lớn các loài vẹt là hạt, quả hạch, quả, chồi và các loại thực vật khác. Một số loài đôi khi ăn động vật và xác chết, trong khi chim lory và chim lorikeet chuyên ăn mật hoa và trái cây mềm. Hầu như tất cả các loài vẹt làm tổ trong các hốc cây (hoặc hộp làm tổ trong điều kiện nuôi nhốt) và đẻ trứng trắng từ đó nở ra những con non yếu ớt.
Vẹt, cùng với quạ, giẻ cùi và chim ác là trong những loài chim thông minh nhất, và khả năng bắt chước tiếng người của một số loài khiến chúng trở thành những thú cưng phổ biến. Việc bẫy những con vẹt hoang dã để buôn bán thú cưng, cũng như săn bắt, sự mất môi trường sống và cạnh tranh từ các loài xâm lấn, đã làm giảm số lượng hoang dã, với loài vẹt bị khai thác nhiều hơn so với bất kỳ nhóm chim nào khác. Các biện pháp đã được thực hiện để bảo tồn môi trường sống của một số loài có sức lôi cuốn cao cũng đã bảo vệ nhiều loài ít có sức lôi cuốn sống trong cùng một hệ sinh thái.

## Hệ thống phân loại

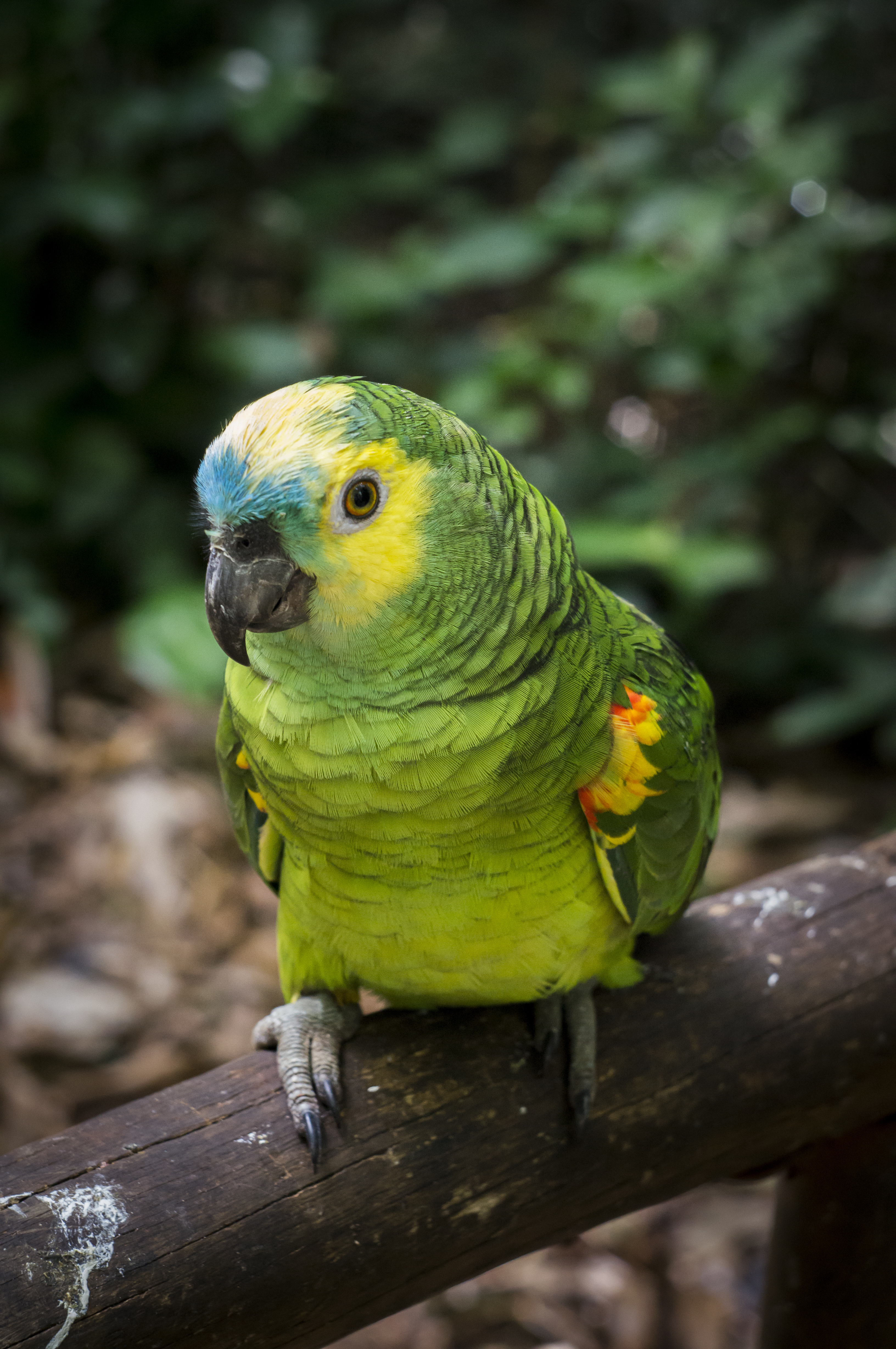
Một con vẹt

Liên họ Strigopoidea: Vẹt New Zealand.
- Họ Nestoridae: 2 chi có 2 loài còn sinh tồn và nhiều loài tuyệt chủng.
- Họ Strigopidae: không biết bay.

Liên họ Cacatuoidea
- Họ Cacatuidae
  - Phân họ Nymphicinae: 1 chi đơn loài.
  - Phân họ Calyptorhynchinae
  - Phân họ Cacatuinae
    - Tông Microglossini: 1 chi đơn loài.
    - Tông Cacatuini: 4 chi gồm các loài màu trắng, hồng và xám.

Liên họ Psittacoidea: vẹt.
- Họ Psittacidae
  - Phân họ Psittacinae: hai chi vẹt châu Phi, Psittacus và Poicephalus
  - Phân họ Arinae
    - Tông Arini: 15 chi
    - Tông Androglossini: 7 chi
    - Incertae sedis: 10 chi
- Họ Psittrichasiidae
  - Phân họ Psittrichasinae: 1 loài
  - Phân họ Coracopsinae: 1 chi.
- Họ Psittaculidae
  - Phân họ Platycercinae
    - Tông Pezoporini
    - Tông Platycercini

  - Phân họ Psittacellinae: 1 chi
  - Phân họ Loriinae
    - Tông Loriini
    - Tông Melopsittacini: 1 chi đơn loài
    - Tông Cyclopsittini

  - Phân họ Agapornithinae: 3 chi
  - Phân họ Psittaculinae
    - Tông Polytelini: 3chi
    - Tông Psittaculini
    - Tông Micropsittini